# Marta Flich
Marta Martínez Nebot (València, 21 de juliol de 1978), coneguda popularment com Marta Flich, és una economista i actriu valenciana que ha viscut gran part de la seva vida a la Vall d'Uixó (Plana Baixa). Als set anys va començar a estudiar piano i cant al conservatori de música. És llicenciada en Economia per la Universitat de València i màster en Comerç Internacional per la Universitat de Delaware. Ha treballat en banca, professió que va compaginar amb la seva formació en interpretació. A més d'actriu, també ha treballat com a presentadora de televisió. Des de 2016 col·labora en The Huffington Post en un videoblog on explica l'actualitat econòmica d'una manera senzilla i mordaç.

## Televisió
| Any  | Sèrie                               | Canal          |
| ---- | ----------------------------------- | -------------- |
| 2019 | Todo es mentira                     | Cuatro         |
| 2019 | La que se avecina                   | Telecinco      |
| 2018 | Roast Battle                        | Comedy Central |
| 2018 | Ese programa del que usted me habla | La 2           |
| 2017 | Mad in Spain                        | Telecinco      |
| 2011 | Solo comedia                        | Web            |
| 2010 | Impares Premium                     | Neox           |
| 2008 | HKM                                 | Cuatro         |
| 2007 | Lalola                              | Antena 3       |
| 2007 | Escenas de matrimonio               | Telecinco      |
| 2007 | Cuestión de sexo                    | Cuatro         |

## Cinema
| Any  | Pel·lícula               | Director/a                |
| ---- | ------------------------ | ------------------------- |
| 2014 | Vampyres                 | Víctor Matellano          |
| 2013 | Días de lluvia           | Enees Martínez            |
| 2013 | Omnívoros                | Óscar Rojo                |
| 2012 | 2x0 (Curtmetratge)       | Marta Flich i Román Reyes |
| 2010 | La curva de la felicidad | Luis Sola                 |

## Teatre
Actriu
| Any  | Obra de teatre                 |
| ---- | ------------------------------ |
| 2013 | 5 mujeres que comen tortilla   |
| 2013 | Efecto dominó                  |
| 2012 | Sé infiel y no mires con quién |

Directora
| Any  | Obra de teatre   |
| ---- | ---------------- |
| 2008 | La boda del Zinc |
| 2000 | Triple A         |